# Pompiliu Dan
Pompiliu Dan (n. 1871, Zărnești, Comitatul Făgăraș, Regatul Ungariei – d. secolul al XX-lea) a fost un deputat în Marea Adunare Națională de la Alba Iulia, organismul legislativ reprezentativ al „tuturor românilor din Transilvania, Banat și Țara Ungurească”, cel care a adoptat hotărârea privind Unirea Transilvaniei cu România, la 1 decembrie 1918.

## Biografie
S-a născut la 2 februarie 1871 în Zărnești, Comitatul Făgăraș, din tată învățător și mamă fată de preot. Școala primară românească de confesiune ortodoxă a făcut-o în comuna natală, studiile secundare și bacalaureatul la liceul român din Brașov în anul 1888. A absolvit facultate de litere și filosofie la universitățile din Cluj și Viena și a luat diploma de capacitate la școala normală română ortodoxă din Sibiu.
A funcționat 5 ani ca profesor la școlile secundare ortodoxe române din Brașov, 1 an ca redactor la ziarele „Tribuna” și „Foaia Poporului” din Sibiu, 2 ani ca rector al internatului ortodox de pe lângă liceul unit din Beiuș, iar de la 1904 ca învățător-director al școalei confesionale române din Zărnești. La 1 februarie 1919 a fost numit de Consiliul Dirigent din Sibiu ca cel dintâi inspector școlar al județului Brașov și în această calitate a funcționat 7 ani. La 1 februarie 1926 a fost înaintat ca inspector școlar al regiunii Oradea, unde a funcționat până la finea anului 1930, când a fost scos la pensie.
După pensionare a dezvoltat o febrilă activitate de propagandă culturală în cadrele „Astra” ca membru pe viață, în calitate de fondator și președinte timp de 9 ani al Asociației Pensionarilor din Oradea, județul Bihor, în calitate de președinte al societății culturale religioase „Oastea domnului” din Oradea și eparhia ortodoxă a Orăzii, în calitare de casier și secretar general al Casei Naționale a județului Bihor etc. A mai contribuit la consolidarea românești de la hotarul de vest al țării, fără preget, fără zăbavă și în mod cu totul dezinteresat, până în ziua fatală din 31 august 1940, când a trebuit să ia toiagul refugiului.
Revine din Oradea la Zărnești în 1940, după Dictatul de la Viena. Ulterior, se stabilește în București, unde și moare în 1954.

## Activitate politică
Pompiliu Dan a votat unirea la 1 Decembrie 1918 ca delegat ales al cercului Făgăraș, Comitatul Făgăraș, fiind ales de marea adunare la 1 Decembrie 1918, ca membru al Marelui Sfat Național, care și-a ținut ședințele la Sibiu în anul 1919, unde a votat legea electorală și agrară pentru Ardeal.
Ca student universitar și mai târziu a luat parte la luptele pentru emanciparea națională a neamului românesc din Ardeal, la redactarea „Replicei”, la procesul Memorandului, la congresul studenților români din Roman (1893), la redactarea corespondenței universitarilor români din Europa „Charta Rotundă” (1893), la congresul naționalităților etc. Pentru ținuta lui corectă românească a suferit multe persecuții, iar în 22 octombrie 1915 a fost pus în lanțuri și târât prin temnițele grele ale Brașovului, Clujului și Oradei timp de 3 ani și 3 zile, fiind condamnat la spânzurătoare prin sentința tribunalului honvenesc din Cluj. A scăpat din temniță la 25 octombrie 1918. Peste câteva zile a fost ales din circumscripția Zărnești ca președinte al Sfatului Național și în această calitate a condus destinele poporului până la 1 februarie 1919

## Operă
Dintre lucrările sale literare au fost publicate înainte de unire: „Geografia școalelor primare”, „Mișcarea literară pedagogică la români”, „Patronajiile Școlare”, „Burghezimea Românească”, „Monografia comunei Vlădeni” și numeroase articole în ziarele „Tribuna”, „Gazeta Transilvaniei” și „Foaia Poporului”, „Tribuna Poporului”, „Telegraful Român” etc.
După unire a publicat „Situația învățâmântului din județul Brașov” (1919-1920), „Problema unificării învățământului românesc”, precum și manualele didactice de curs primar și supraprimar apărute în editura „Scrisul Românesc” din Craiova. A fost unul din întemeietorii și principalii colaboratori externi ai cotidianului „Gazeta de Vest” din Oradea.

## Recunoaștere
Este decorat cu Ordinul Regele Ferdinand I la gradul de ofițer.